# The Glass Passenger
The Glass Passenger è il secondo album studio del gruppo rock statunitense Jack's Mannequin, pubblicato dalla Sire Records il 30 settembre 2008 negli Stati Uniti. Il precedente Everything in Transit (2005) era stato pubblicato con la Maverick Records. La Sire ha pubblicato due delle canzoni dell'album nel precedente EP The Ghost Overground, il 5 agosto 2008, tra cui figura "The Resolution", il primo singolo tratto dall'album.
Lo stesso giorno in cui il gruppo terminò la registrazione dell'ultima canzone dell'album, al cantante Andrew McMahon fu diagnosticata una leucemia linfoblastica acuta. La band non tornò a calcare i palchi fino alla fine di quell'anno, e non iniziò a scrivere le altre canzoni fino all'estate del 2007. The Glass Passenger fu prodotto da Andrew McMahon e Jim Wirt, co-prodotto e registrato da CJ Eiriksson, con la produzione addizionale di Bobby "Raw" Anderson e l'ulteriore ingegnere Max Coane a novembre 2007 - marzo 2008. L'album è stato mixato da Chris Lord-Alge. Si sono avvicendati una serie di ritardi nella pubblicazione; originariamente si è tentato di pubblicarlo ad aprile 2008, ma poi è stato posposto di cinque mesi, alla fine di settembre.
L'album ha debuttato in ottava posizione sulla classifica Billboard 200.

## Storia
Il primo album della band, Everything in Transit, fu pubblicato nel 2005. In seguito alla sua registrazione, il frontman Andrew McMahon subì la chemioterapia a causa della leucemia. Durante questo periodo è stato filmato il documentario "Dear Jack". I Jack's Mannequin si sono esibiti di nuovo per la prima volta a dicembre di quell'anno, dopo la diagnosi di leucemia di Andrew, e nei seguenti due anni il gruppo ha seguito diversi tour, come supporto degli O.A.R. nel 2005 e dei Panic at the Disco nel 2006, oltre che in concerti personali e tour come il Tour for the Cure e il West Coast Winter Tour.

### Stesura
McMahon iniziò a scrivere le canzoni per il secondo album della band dopo l'estate del 2007. Per dicembre dello stesso anno erano già pronte 10 canzoni, e le registrazioni iniziarono a gennaio 2008.

### Pubblicazione
In alcune interviste con AbsolutePunk.net ed Alternative Press, fu detto che la data di pubblicazione dell'album sarebbe stata fissata come tentativo per il 22 aprile 2008, ma un avviso su AbsolutePunk.net postato il 18 marzo 2008 rettificò che la pubblicazione sarebbe stata posposta al 3 giugno. Un mese più tardi, tuttavia, McMahon dichiarò al giornale degli studenti della Montclair State University che la data di pubblicazione sarebbe stata ulteriormente spostata al tardo agosto o primi di settembre 2008, e il 13 giugno egli stesso dichiarò ad Alternative Addiction che l'album sarebbe stato atteso per le prime due settimane di settembre. Jason Tate di AbsolutePunk.net scrisse, il 15 luglio, che l'album sarebbe stato posposto rispetto alla data precedentemente accordata del 9 settembre; quattro giorni più tardi, Jonathan Lally riportò che la data della pubblicazione ufficiale sarebbe stata il 30 settembre.
Il video musicale della canzone The Resolution, il primo singolo tratto dall'album, è stato co-diretto dall'autrice della saga di Twilight Stephenie Meyer, e pubblicato il 29 settembre.

### Altro
I Jack's Mannequin hanno suonato in alcuni concerti universitari a gennaio e febbraio, cantando per la prima volta "Suicide Blonde" e "Caves" al Ramapo College, nel New Jersey. Il blog ufficiale della band è stato aggiornato a dicembre con il titolo del nuovo album, a febbraio con i testi delle canzoni, ed a marzo e maggio con dei tentativi di tracklist.
Sul blog MySpace di Stacy Clark è stato confermato, nell'aprile del 2008, che lei avrebbe partecipato come ospite nella canzone "Spinning". In seguito, prestò anche la sua voce alla traccia "Crashin'".
Il 3 giugno 2008, AbsolutePunk.net riportò che l'album era stato mixato da Chris Lord-Alge, e masterizzato a New York.
Cinque canzoni tratte dal nuovo album sono state suonate dalla band in alcune esibizioni dal vivo, particolarmente al Warped Tour. Tali canzoni sono "Swim", "American Love", "Drop Out - The So Unknown", "The Resolution", e "Bloodshot".
Il 5 agosto, fu pubblicato un EP intitolato The Ghost Overground su iTunes per "aiutare i fan dei Jack's Mannequin a tirare avanti fino alla pubblicazione di The Glass Passenger". L'EP contiene due nuove canzoni intitolate "The Resolution" e "Bloodshot", oltre alle versioni live di "Kill The Messenger" e  "Holiday From Real", tratte dal primo album della band Everything in Transit.
Un nuovo EP intitolato In Valleys fu pubblicato esclusivamente su iTunes il 9 settembre; esso contiene dei lati-b e delle nuove tracce tratte da The Glass Passenger. Tali tracce sono "Swim", "Cell Phone", "In Slow Motion (Sleazy Wednesday)" ed "Annie Use Your Telescope". Tuttavia, più tardi i Jack's Mannequin postarono sul loro MySpace un bollettino nel quale veniva specificato che, al posto della canzone "Annie use your telescope", era stata messa per errore "Ay full speed". Come consolazione per l'errore, la band postò la versione reale di "Annie use your telescope" nel loro blog MySpace. La faccenda fu rettificata dalla Apple, e la canzone fu correttamente rinominata subito dopo la pubblicazione.
Il terzo EP, The Resolution EP, è stato pubblicato il 23 settembre come esclusiva Verizon e Rhapsody. L'EP contiene le canzoni "The Resolution," "Annie Use Your Telescope" ed una versione acustica di "The Resolution".
L'edizione australiana su iTunes comprende tutte le canzoni incluse anche nei due EP The Ghost Overground e In Valleys. Tuttavia, non è compresa la traccia "Doris Day".
Il titolo è tratto da una canzone non contenuta nell'album, intitolata "Hey Hey Hey, We're All Gonna Die".

## Prevendite
Ci sono state diverse prevendite per l'album The Glass Passenger.
- L'esclusiva Bamboozle: include una litografia in edizione limitata, l'album digitale, e il libretto di copertina di The Glass Passenger (disponibile solo nelle bancarelle di vendita dei Jack's Mannequin e della Warner Bros. Records al Bamboozle Festival 2008)[19]
- Le prevendite del Warped Tour: include una litografia e una copia fisica dell'album. (disponibile solo alle bancarelle di vendita dei Jack's Mannequin in alcune date selezionate del Warped Tour 2008)
- Le prevendite su JacksMannequin.com: include il bonus track digitale "Miss California", insieme a degli "extra esclusivi" e l'album in versione digitale, fisica o vinile (disponibile su JacksMannequin.com il 30 luglio 2008)[20]

## Tracce
1. "Crashin'" - 4:06   (feat. Stacy Clark)[22]
2. "Spinning" - 2:53 (feat. Stacy Clark)
3. "Swim" - 4:16
4. "American Love" - 3:43
5. "What Gets You Off" - 5:13
6. "Suicide Blonde" - 3:28
7. "Annie Use Your Telescope" - 3:08
8. "Bloodshot" - 3:58
9. "Drop Out - The So Unknown" - 3:33
10. "Hammers and Strings (A Lullaby)" - 4:34
11. "The Resolution" - 3:06
12. "Orphans" - 2:39
13. "Caves" - 8:19
14. "Miss California" - 3:54 (bonus track)

### Lati B
1. "Cell Phone" - 3:59
2. "Sleazy Wednesday" - 4:33
3. "At Full Speed" - 3:44
4. "Doris Day" - 3:24 (bonus track sulla stampa giapponese dell'album[23] e sulla pubblicazione Amazon MP3[24])

### Contenuti extra
Nel pacchetto in prevendita tradizionale tratto dal sito ufficiale della band, fu incluso un breve film concettuale diretto da James Minchin III intitolato "Choke, California", il cui protagonista era Andrew McMahon. Il trailer del film è disponibile sulla pagina YouTube della band. Inoltre, una forma più lunga del trailer contenente il lato-b "At full speed", fu incluso nel sito web dell'album il 13 agosto.

### Recensioni
- AbsolutePunk.net (88%), su absolutepunk.net.
- The Album Project, su thealbumproject.net.
- AllMusic
- Alternative Press (#243, p. 147)
- EmotionalPunk.com (9.5/10), su emotionalpunk.com. URL consultato il 22 agosto 2009 (archiviato dall'url originale il 4 gennaio 2010).
- 411mania.com (9/10), su 411mania.com. URL consultato il 22 agosto 2009 (archiviato dall'url originale il 3 febbraio 2009).
- Entertainment Weekly (C+), su ew.com. URL consultato il 22 agosto 2009 (archiviato dall'url originale il 25 aprile 2009).
- PopMatters (5/10), su popmatters.com.
- Rolling Stone
- Spin, su spin.com.
- Strange Glue, su strangeglue.com. URL consultato il 22 agosto 2009 (archiviato dall'url originale il 25 maggio 2009).
- Evade the Noise, su evadethenoise.com. URL consultato il 22 agosto 2009 (archiviato dall'url originale il 2 febbraio 2009).
- SSW, su silentsoundwaves.com. URL consultato il 22 agosto 2009 (archiviato dall'url originale il 13 gennaio 2009).